# Port de Ribérou
Le port de Ribérou est un port de pêche et de plaisance situé au fond de l'estuaire de la Seudre, à Saujon. C'est l'un des deux ports de la ville avec celui du Breuil, un peu en aval. 
Actif dès le XIe siècle, il prend son aspect actuel à partir de 1842, sous l'impulsion du ministre des travaux publics de l'époque, Jules Dufaure, « enfant du pays », qui tente ainsi de relancer le commerce maritime et les activités halieutiques, alors en déclin. Idéalement situé, en marge du centre-ville, de la base de loisirs de La Lande et des espaces préservés des marais de la Seudre (chemins de halage transformés en sentiers de promenade), il est devenu un des hauts lieux du tourisme saujonnais, où sont notamment organisés des soirées thématiques et le feu d'artifice du 14 juillet. 
En 2011, la municipalité entame un programme de rénovation du site portuaire, confié à l'architecte-urbaniste Sophie Blanchet. Il consiste en une transformation des anciens parkings en esplanade piétonne, véritable espace de rencontre doté d'un mobilier urbain moderne et à terme, d'espaces verts. Depuis les quais, bordés d'immeubles bourgeois, de petites rues pittoresques et fleuries de roses trémières permettent de sillonner le quartier et de rejoindre le centre-ville. 
Le pont à écluse de Ribérou, dit « pont des eaux contraires », a été rénové en 2010. Il marque la séparation entre les eaux de l'estuaire (côté port : eaux saumâtres) et les eaux du fleuve (côté bassin de retenue : eaux douces).

## Histoire
Le port de Ribérou — du latin « ripa » (rive) ou de l'occitan « ribèira » (rivière) — est un des poumons économiques de Saujon depuis sa fondation au XIe siècle. Aménagé au fond de l'estuaire de la Seudre, au cœur d'une région de marais salants qui sont, à cette époque, une source de richesse considérable (le sel est alors utilisé comme moyen de conservation des aliments), il sert de plaque tournante au commerce du sel, du vin ou encore des céréales, produits exportés dans toute l'Europe. Un peu plus tard, lorsqu'Aliénor d'Aquitaine épouse en secondes noces Henri Plantagenêt, futur roi d'Angleterre, le comté de Saintonge passe, comme le reste de l'Aquitaine, dans la mouvance anglaise. Le marché britannique est dès lors grand ouvert aux marchands aquitains, et réciproquement, les marchands anglais viennent écouler leurs productions en Aquitaine. Le port de Ribérou voit affluer de grands navires, chargés de laine, de viandes salées et de bien d'autres denrées.
Au XVIe siècle, Ribérou exporte les « vins bruslés » de Saintonge (cognac, puis pineau) dans toute l'Europe. En 1577, pendant les Guerres de religion, la baronnie de Saujon (à majorité protestante) est occupée par l'armée royale, venue mettre le siège devant Brouage. Quatre compagnies de mousquetaires sont stationnées à Ribérou, site stratégique de première importance. Pierre de Campet, baron de Saujon et capitaine protestant, tente un « coup de main » contre les garnisons qui occupent la ville, capture ses chefs, mais se heurte aux troupes concentrées aux abords du port, et doit faire retraite vers le bois de Mornac. 

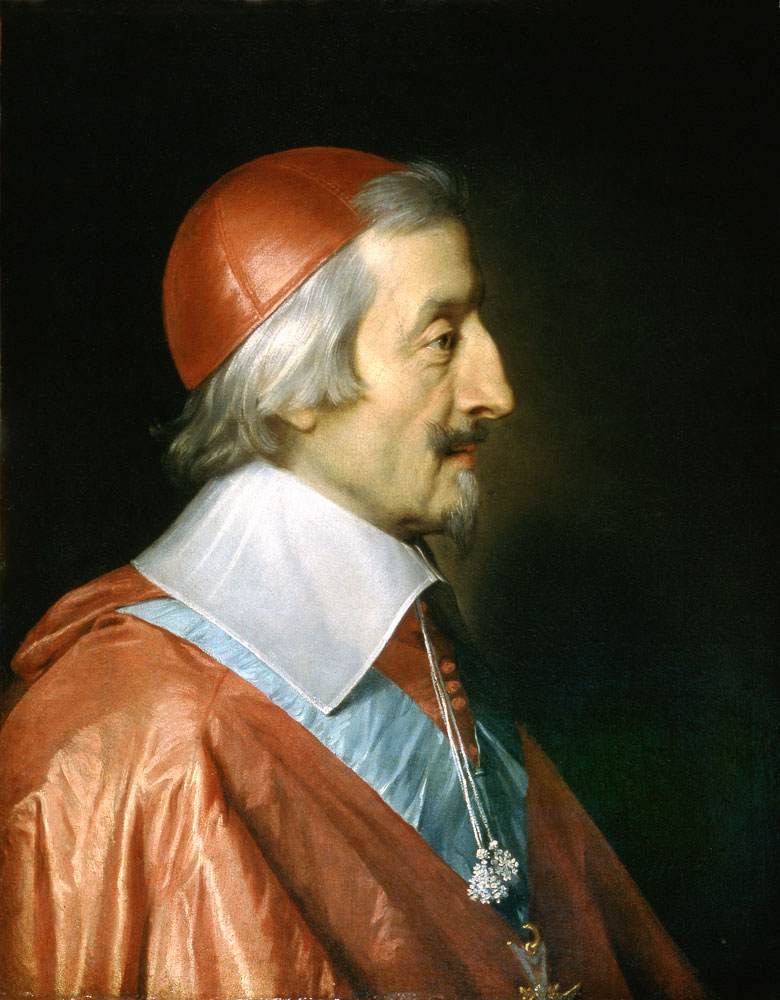
Le cardinal de Richelieu, baron de Saujon depuis 1638, projette la construction d'un canal entre Ribérou et le port de Talmont.

Quelques décennies plus tard, en 1638, le cardinal de Richelieu, séduit par le potentiel du site, achète la baronnie de Saujon. Il projette le creusement d'un canal entre le port de Ribérou et le port de Talmont, sur la Gironde, afin de faciliter le commerce et de faire de Saujon « le » grand port du sud de la Saintonge. La mort du cardinal vient mettre un terme à ce projet, même s'il reviendra périodiquement sur le devant de la scène tout au long de l'Ancien Régime. Le fait est qu'à cette époque, le port est confronté à un sérieux problème : la Seudre s'envase et la navigation jusqu'à Saujon devient de plus en plus périlleuse. Ce phénomène, bien connu dans la région, a déjà causé la perte du port de Broue, et sera la cause du rapide déclin de Brouage. 
En 1691, l'intendant Michel Bégon note que le port ne peut plus accueillir que des navires de 300 ou 400 tonneaux. La situation ne cesse de se dégrader, d'autant plus qu'au moment de la Révolution, le moulin à marée qui permet également d'évacuer les dépôts limoneux est vendu et cesse toute activité. En l'espace de quelques années, les gros navires ne peuvent plus atteindre le port de Ribérou, et le commerce périclite. En 1822, une tentative de modernisation du port est mise en œuvre, comprenant la transformation du vieux moulin en  écluse de chasse moderne et le dragage du site. Ces efforts sont cependant insuffisants et dès 1835, la situation est redevenue préoccupante.
Un projet plus ambitieux est mis en œuvre à partir de 1839, sous l'impulsion, notamment, du ministre des travaux publics Jules Dufaure, natif de Saujon. Des quais en pierre de taille sont aménagés sur la rive gauche (dont un est baptisé en son honneur « Quai Dufaure »), de même que des cales, tandis qu'un perré vient renforcer la rive droite. Une capitainerie, jouant aussi le rôle de maison éclusière, est construite sur la rive gauche. Ce petit bâtiment de 78 mètres carrés est conçu pour réguler le cours du Peudrit, petit cours d'eau venant se jeter dans la Seudre quelques mètres plus loin. Enfin, un pont à écluses est édifié, faisant la jonction entre l'estuaire de la Seudre proprement dit (eaux saumâtres) et un bassin de retenue (eaux douces). 

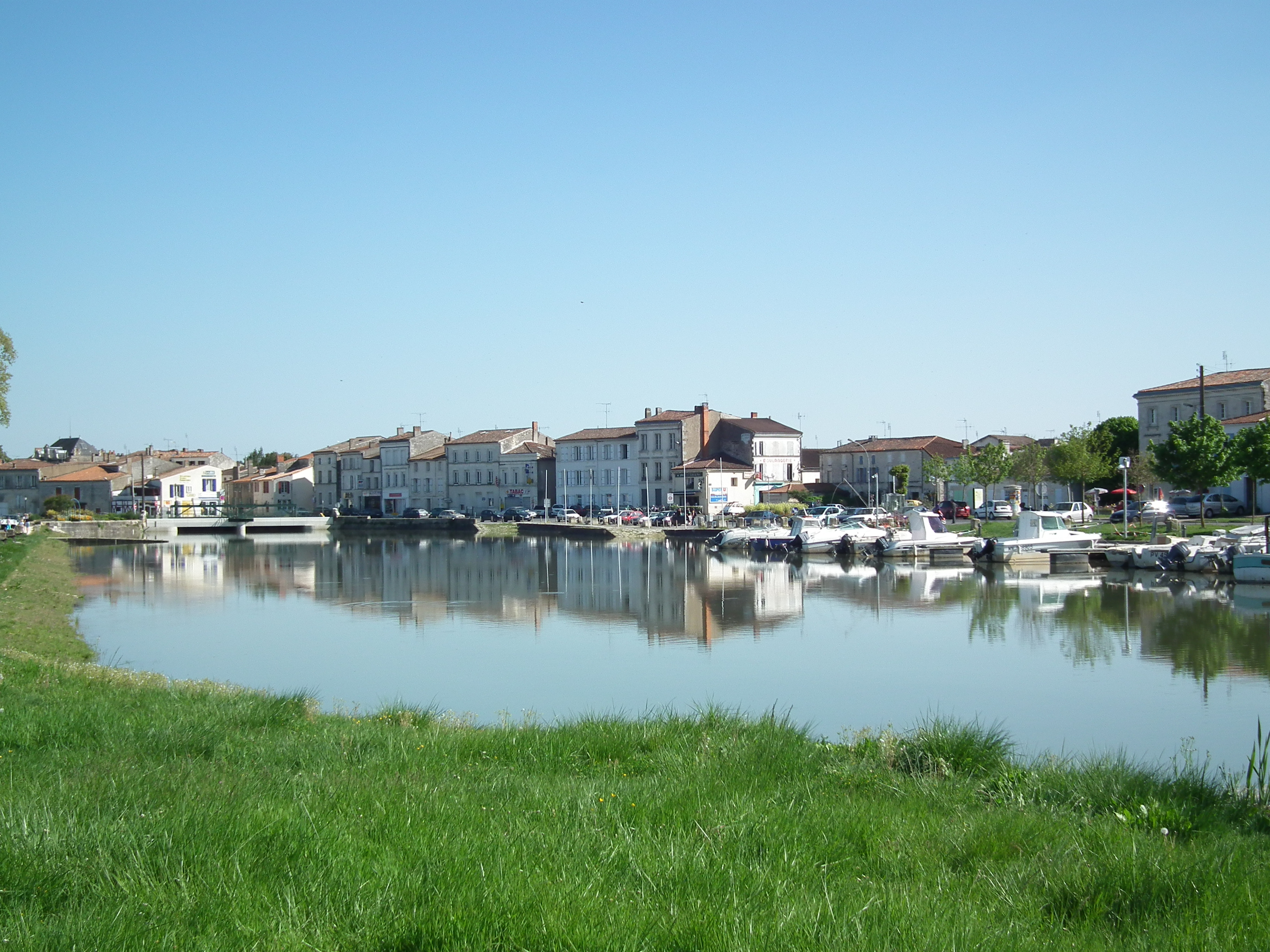
Le port de Ribérou vu depuis le chemin de halage (rive droite) : un lieu paisible et verdoyant.

Le quartier environnant est partiellement réaménagé : s'il conserve de nombreuses ruelles pittoresques (petite rue du Port, rue du Soleil, rue des Canes, rue de la Douane...), caractéristiques des villages saintongeais, des immeubles bourgeois sont édifiés, dressant de belles façades en pierre de taille sur les quais. Formant jusqu'alors un écart de Saujon, dont il est séparé par une chaussée baptisée « Le Dalon », il est vite rattrapé par l'urbanisation. 
En 1857, Hippolyte d'Aussy, auteur de Chroniques saintongeaises et aunisiennes, décrit Ribérou en ces termes : « La marée, qui remonte jusqu'au port de Ribérou, y rend la Seudre navigable. Ce port, placé dans la plus heureuse position, entretient un commerce considérable sur le poisson frais et salé, les huîtres, les moules et autres espèces de coquillages, qui met en activité l'industrie de plusieurs milliers d'individus de tout sexe et de tout âge »; « La Seudre n'est plus maintenant qu'un large et magnifique canal apportant au port de Ribérou, qui touche à Saujon, tous les produits susceptibles d'alimenter un grand commerce, et les exportations, sur la même rivière, ne sont pas moins considérables ». On y arme aussi pour la pêche à la sardine, la célèbre « royan », que des femmes, organisées en compagnie, se chargent de compter, de trier et de vendre.

## Description
En 2011, le port de Ribérou est l'objet d'un important programme de rénovation urbaine conduit par l'architecte-urbaniste Sophie Blanchet, complétant des efforts déjà mis en œuvre en centre-ville. Une partie du site est reconvertie en esplanade piétonne, dotée d'un mobilier urbain contemporain : il se veut une sorte de « trait d'union » entre la base de loisirs de La Lande (piscine, tennis, boulodrome, stade, terrain de basket...), les sentiers de promenade et de découverte des marais de la Seudre, qui débutent au port, et le centre-ville. L'inauguration du nouveau port a lieu le 18 août 2012, en présence du maire, Pascal Ferchaud, et d'une foule nombreuse venue profiter des animations : concerts, jeux nautiques, joutes, etc.
Aujourd'hui, le port de Ribérou est un petit port de pêche et de plaisance. C'est également une base de départ pour certains sports nautiques (canoë-kayak). Sa longueur est d'environ 250 mètres pour 40 mètres. Depuis Ribérou, il est possible d'atteindre successivement les ports du Breuil (Saujon), de L'Éguille, de Mornac, de Chaillevette, de Chatressac (Chaillevette), des Grandes Roches et d'Orivol (Étaules), de La Grève à Duret et de Coux (Arvert), de La Grève (La Tremblade) et de La Cayenne (Marennes).